# Jean-Claude Fontinoy
Jean-Claude Fontinoy , né le 1er mai 1945 à Ciney, est un administrateur d'entreprises belge. De 2013 à 2021, il est président du conseil d'administration de la Société nationale des chemins de fer belges (SNCB).
Fontinoy est considéré comme un « entremetteur » qui, au cours des dernières décennies, est régulièrement apparu dans d'importantes affaires de ventes immobilières gouvernementales, comme celle de la tour des Finances à Bruxelles, où il y avait souvent des soupçons de corruption et de fraude.

## Parcours

### Didier Reynders
Fontinoy travaille comme ingénieur à la Société nationale des chemins de fer belges (SNCB) et est président du syndicat socialiste des ingénieurs ferroviaires dans les années 1980. Durant cette période, il rencontre Didier Reynders (MR), alors président du conseil d'administration de la SNCB. Fontinoy est depuis considéré comme le bras droit de Reynders et son employé le plus fidèle. Il travaille également au sein du cabinet Reynders, lorsqu'il est devenu ministre des Finances en 1999 et vice-Premier ministre en 2004. En 2011, Reynders devient ministre des Affaires étrangères et Fontinoy rejoint ce ministère, où il participe à la réorganisation des ambassades belges à l'étranger. Il est également administrateur de Belgocontrol.
En 1995, il est arrêté pour espionnage industriel. Il a volé et copié le plan d'investissement de la SNCB, un document stratégique entre les mains du directeur général Etienne Schouppe. Il prend ensuite sa retraite pour raisons médicales après un arrangement avec la SNCB.

### Participation aux sommets politiques
Fontinoy est présent à plusieurs reprises lors de sommets politiques en tant que membre de la délégation du MR. Par exemple, en juin 2010, il est présent à une rencontre entre Reynders et le leader du sp.a Johan Vande Lanotte dans le restaurant bruxellois « L’Écailler du Palais » et il organise une rencontre de réconciliation entre Didier Reynders et Joëlle Milquet (cdH). En août 2010, il assiste à une réunion entre la N-VA et le MR au restaurant Bruneau à Ganshoren, avec Reynders, Bart De Wever, Siegfried Bracke et Koen Blijweert. En janvier 2018, Fontinoy assiste de nouveau à une réunion au sommet avec Reynders, De Wever et Jan Jambon, toujours au restaurant Bruneau.

### Retour à la SNCB
Avec l'aide de Reynders, Fontinoy devient administrateur de la SNCB en novembre 1999 et succède au défunt François Cammarata en juin 2001 comme vice-président de la SNCB sous la présidence d'Etienne Schouppe. Il est administrateur et vice-président de la SNCB jusqu'à l'arrivée du PDG Karel Vinck en 2002, mais devient membre du conseil d'administration de la SNCB-Holding après la scission de la SNCB en janvier 2005. En janvier 2005, il devient président du conseil d'administration de la SNCB-Holding. En raison de l'âge limite de 65 ans, Fontinoy aurait normalement dû démissionner de son poste de président de la SNCB-Holding en 2010, mais pour qu'il puisse continuer à exercer cette fonction, la loi est modifiée à cet égard, ce qui fait qu'on l'appelle la loi Fontinoy. Il est également conseiller à la Régie des Bâtiments et conseiller au cabinet du ministre du Budget Olivier Chastel (MR). En septembre 2013, Fontinoy devient président du conseil d'administration de la SNCB, succédant à Laurence Bovy. Fontinoy est également président de la filiale SNCB Eurogare.

### Conflits à la SNCB
En 2015, Fontinoy entre en conflit avec le PDG de la SNCB, Jo Cornu, en raison du plan de réforme de la SNCB, de l'implication de Fontinoy dans divers dossiers immobiliers et des activités des filiales immobilières de la SNCB, dans lesquelles Fontinoy est étroitement impliqué. Il aurait également été mécontent de Jacqueline Galant (MR), ministre fédérale chargée de la SNCB. En avril 2015, il est annoncé qu'il dispose d'une équipe de 14 employés de cabinet, dont deux chauffeurs, ce qui coûtait à la SNCB 1 million d'euros par an,. Fontinoy fait l'objet de nombreuses critiques, notamment en raison d'un audit désastreux et de ses conflits avec Cornu et Galant. Il se serait également rendu à un salon de l'immobilier à Cannes aux frais de la filiale immobilière de la SNCB Eurostation et y aurait séjourné dans un hôtel pour une moyenne de 1 500 à 2 000 euros par nuit. Toujours en octobre 2017, il entre en conflit avec Sophie Dutordoir, directrice générale de la SNCB, après que celle-ci ait exigé que le conseil d'administration nommé politiquement nomme uniquement les membres du comité de direction et n'interfère pas avec les nominations ou les appels d'offres normaux, ce qui réduirait le rôle de président de Fontinoy. Fontinoy est critiqué par tous les prédécesseurs de Dutordoir parce qu'il n'a fait que causer du malheur à la SNCB depuis sa présidence. En mai 2018, le conflit entre Fontinoy et Dutordoir s'aggrave encore puisque cette dernière ferme également les filiales immobilières controversées de la SNCB, ce qui signifie que Fontinoy n'interviendra dorénavant dans un nombre plus réduit de dossiers.
Fontinoy est remplacé à la présidence de la SNCB par Thibaut Georgin en mai 2021.

### Allégations de corruption
En mai 2017, Fontinoy comparait devant la commission d'enquête parlementaire sur l'affaire Chodiev (Kazakhgate), où il fait des déclarations contradictoires sur ses contacts avec Jean-François Etienne des Rosaies, impliqué dans l'affaire Chodiev depuis la France. Fin 2019, il est accusé d'être impliqué dans cette affaire.
Fin 2010, il succède au défunt Philippe Wilmès à la présidence de la Société Belge d'Investissement International, qui sera impliquée (évasion fiscale) dans le scandale des Paradise Papers en novembre 2017.
En avril 2019, un inspecteur de la Sûreté de l'État accuse Fontinoy et Reynders de corruption et de blanchiment d'argent à grande échelle. Le parquet de Bruxelles ouvre une enquête contre Reynders, mais classe l'affaire en septembre de la même année. Des accusations sont portées pour corruption dans des dossiers tels que le déménagement de la police fédérale à la Cité administrative de l'État, la construction de l'ambassade de Belgique à Kinshasa, le gel des milliards libyens et le Kazakhgate.
En novembre 2019, le parquet de Namur ouvre une enquête contre Fontinoy. Cette enquête porterait sur l'organisation à but non lucratif « Les Plus Beaux Villages de Wallonie » et sur d'éventuels pots-de-vin versés. Ces sommes auraient été payées par trois sociétés, dont deux filiales de la holding Ackermans & van Haaren de Luc Bertrand, après que la fille de ce dernier, Alexia Bertrand, soit devenue la nouvelle directrice de cabinet de Reynders en 2015.
En février 2021, il a été accusé d'avoir accepté un pot-de-vin de 50.000 euros de la part de l'homme d'affaires Aldo Vastapane en 2017 pour trouver une solution politique au prince Laurent dans le dossier des fonds libyens bloqués,.
En avril 2021, le journaliste d'investigation Philippe Engels écrit dans son livre Le clan Reynders que Fontinoy, en sa qualité de président, aurait demandé aux chauffeurs de la SNCB de distribuer du matériel de campagne électoral (tracts) de Didier Reynders lors des élections communales de 2012 et des élections fédérales de 2014.

## Autres activités
Fontinoy réside dans la ferme-château de la Tour de Royer à Mozet (commune de Gesves) depuis 1996 et est collectionneur et marchand d'objets d'art. Le village de Mozet a été déclaré l'un des plus beaux villages de Wallonie par l'organisation « Les Plus Beaux Villages de Wallonie », organisation dont Fontinoy est vice-président.